# Fiat Uno Turbo
La Fiat Uno Turbo i.e. è stata la versione sportiva della Fiat Uno, prodotta dal maggio 1985 al 1994.

## Il contesto
La Uno Turbo I.E. venne lanciata per inserirsi nel mercato delle piccole autovetture sportive, dette Hot Hatch, dove erano in quel momento presenti le Renault 5 GT Turbo, Peugeot 205 GTi, e Golf GTI.
In poco tempo la piccola sportiva torinese riesce a farsi spazio nella categoria anche grazie ai miglioramenti apportati al motore della versione base in tema di fluidità e regolarità di funzionamento nonché per l'ottimizzazione dei consumi e delle emissioni. Infatti il motore era equipaggiato con due centraline differenti: una per l'iniezione elettronica Multipoint Bosch LE-Jetronic e una per l'accensione elettronica Magneti Marelli Microplex MED. Il turbocompressore era un giapponese IHI VL2, raffreddato ad acqua con pressione massima di sovralimentazione 0,55 bar, dotato di Intercooler aria/aria per abbassare la temperatura dell'aria in ingresso nei cilindri; inoltre era disponibile un radiatore olio posto a fianco del turbocompressore dietro il paraurti anteriore. 
Il motore da 1301 cc turbocompresso (sigla motore 146A2000), che nella versione aspirata montata sulla Uno 70 SX disponeva di 48 kW/65 CV, in questa variante sovralimentata venne opportunamente rivisto nella testata e nei passaggi acqua. Da notare che il monoblocco era stato in realtà appositamente sviluppato per la Uno Turbo ed era derivato dal motore originariamente della Fiat 128 e della Ritmo di 1116 cc di cui riprendeva l'alesaggio ma con corsa del 1498 cc montato sulla Lancia Delta 1.5 LX. Il motore era in grado di erogare 77 kW (105 CV) a 5750 rpm e una coppia massima di 147 Nm a 3200 rpm con prestazioni ragguardevoli che numericamente si esprimevano in 200 km/h di velocità massima, e con un'accelerazione 0-100 km/h in meno di 9 secondi
. Anche i cerchi in lega erano dedicati alla Turbo I.E.: con misura da 13 pollici interamente diamantati con canale da 5,5 pollici, accoglievano pneumatici da 175/60 e coppe coprimozzo con logo dello scorpione Abarth su sfondo rosso.

## Le serie

### Prima serie (04/1985-09/1989)

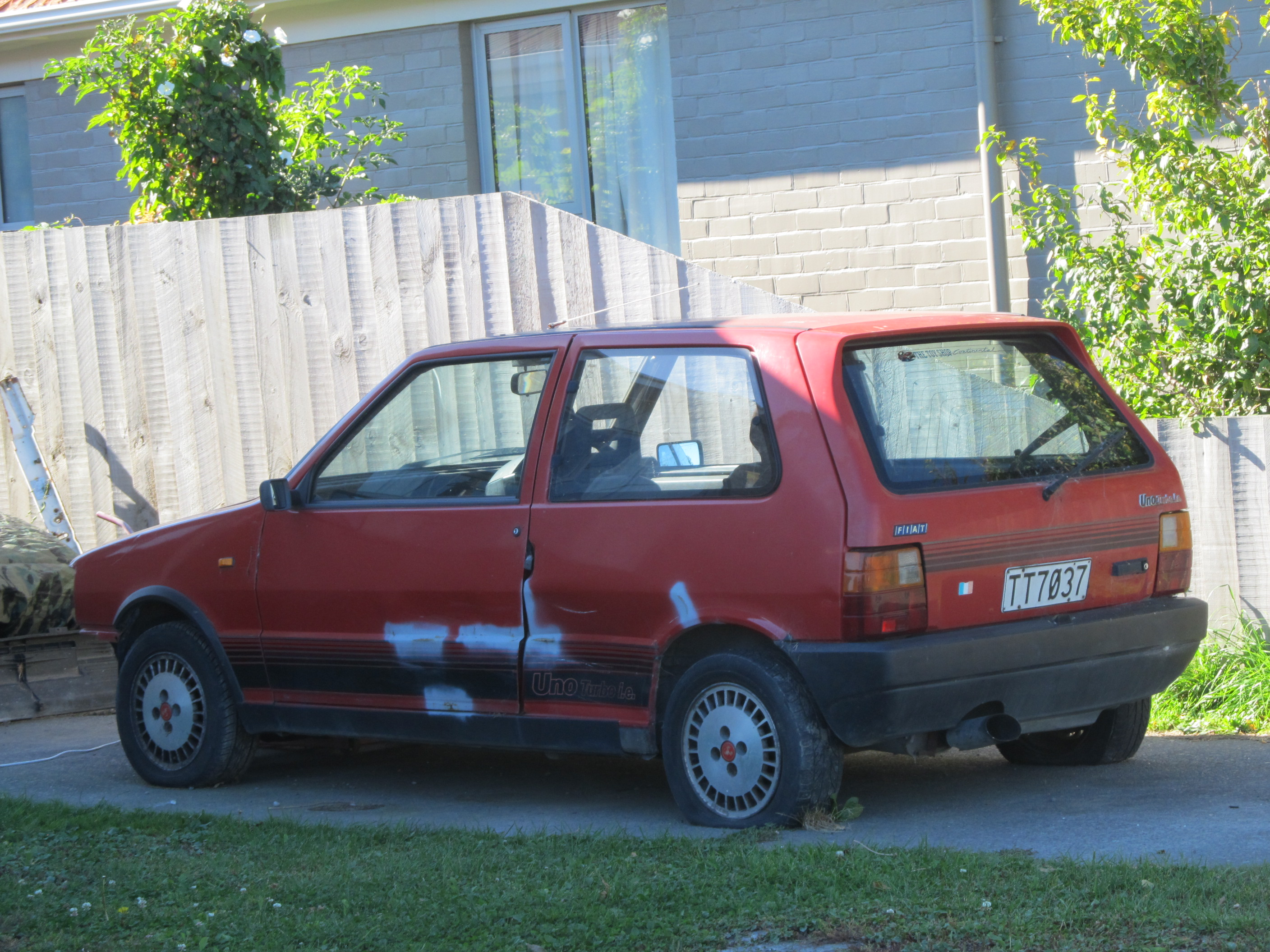
Posteriore di una Fiat Uno Turbo I.E. del 1987.

Su strada la nuova sportiva Fiat ha una tenuta di strada elevata, le prestazioni sono brillanti (205 km/h, 8,3 secondi nello 0 a 100 km/h) e i consumi contenuti compatibilmente con l'adozione del turbo, per merito dell'iniezione elettronica. Il cambio possiede 5 marce, derivato da quello della Fiat Ritmo 105 TC (detto a leve basse), l'impianto frenante è dotato di freni a disco autoventilati anteriori di 240 mm di diametro e a disco posteriori da 227 mm pieni.
Esteriormente la vettura mostra un paraurti anteriore ridisegnato con i fendinebbia di serie e due feritoie aggiuntive per il raffreddamento dell'olio motore e dell'aria di sovralimentazione (intercooler). La vettura monta archetti passaruota e minigonne uguali a quelle della versione SX. Sul retro è presente un portellone dedicato con un vistoso spoiler integrato, il tutto realizzato in vetroresina. Il terminale di scarico è cromato con uscita piatta. All'interno spiccano i sedili in velluto nero con emblema Fiat (le 5 barrette di colore rosso) ripetuto longitudinalmente su tre file per sedile. Lo schienale del sedile e la parte arrotondata della plancia di fronte al passeggero e il cielo sono di un materiale plastico morbido con piccoli quadretti impressi sulla superficie.
La moquette pavimento è rossa senza poggiapiede e a pelo lungo, le cinture di sicurezza nere, lo specchietto interno con orologio a cristalli liquidi rossi. Raro accessorio disponibile solo su questa versione è il pannello di controllo, un piccolo schermo con l'ideogramma della Uno posto al centro del quadro strumenti con le spie predisposte a indicare eventuali anomalie all'impianto di raffreddamento, lubrificazione, spia porte aperte, lampadine spente. Il modello 1985 è riconoscibile per l'assenza delle strisce adesive in fiancata e sul portellone e i particolari come mascherina e specchietti non in tinta all'esterno. Al debutto nel Maggio 1985 il prezzo di listino era di 14.450.000 lire, tra gli optional il check control che completava la strumentazione digitale da 153.000 lire. 
Il suo quadro strumenti, Veglia Borletti analogico, fu adottato sulla Lancia Delta S4, con una variazione del fondoscala del tachimentro (da 160 km/h a 260 km/h), del manometro della pressione del turbo e dell'indicatore del livello della benzina. Questi ultimi due furono resi più precisi. 
Nel 1986 con l'aggiornamento della gamma arriva la model year '86 praticamente identica alla versione iniziale, ma con l'aggiunta di particolari esterni in plastica in tinta e strisce adesive in fiancata e portellone posteriore con la scritta Turbo I.E. sulle prime due. Scompare l'orologio digitale a illuminazione rossa per lasciare il posto a un altro orologio a cristalli liquidi verdi, così come viene eliminato l'optional del pannello di controllo, ma esordisce il nuovo e scenografico quadro digitale prodotto dalla giapponese Nippon-Seiki. Tale optional sostituisce i classici strumenti analogici Veglia-Borletti e visualizza le varie informazioni (con l'eccezione dei chilometri totali e parziali) su dei display a barre luminose di colore ambrato. Molto scenografico ma forse meno pratico da leggere mentre si è alla guida, rispetto ai classici strumenti analogici a lancette. Viene aggiunto un poggiapiede alla moquette, sulla zona del passaruota anteriore lato guida, che mantiene la medesima fattezza della precedente.
Nel novembre 1987 Fiat propose con il model year '88 il restyling più importante della prima serie. L'optional più innovativo fu l'Antiskid: si trattava di un sistema frenante con antibloccaggio, simile all'ABS ma più semplice (e meno efficiente), prodotto dalla inglese AP Lockheed; tale sistema agiva soltanto sulle ruote anteriori. 
Per questa versione erano previsti appositi cerchi in lega di colore grigio scuro, con soltanto la parte più esterna diamantata, e nuovi rivestimenti interni. Cambiava il tessuto, ora non più il delicato velluto nero con le cinque barrette rosse del logo Fiat, ma un tessuto classico però decisamente più resistente, in stile "piè de poule" con scritta Turbo I.E. al centro dello schienale dei sedili anteriori. Inedite anche le cinture rosse con bordino nero. Il volante è ora rivestito in pelle e la moquette rimane rossa, ma con pelo più corto e aspetto più elegante. Il modello adotta il nuovo cambio derivato dalla Tipo, cosiddetto "a leve alte", dotato di innesti e robustezza generale decisamente migliorati. Il nuovo modello si distingue anche per le diverse fasce adesive sulle fiancate di nuovo disegno e più sottili. Scompare la decalcomania dal portellone posteriore, mentre esordiscono i coprimontanti delle portiere e i contorni di parabrezza e lunotto in nero opaco.
Di serie il modello 88 disponeva di: fendinebbia, fari alogeni H4, archetti passaruota supplementari, minigonne sottoporta, rivestimenti passaruota anteriori (solo per versioni equipaggiate di modulo antiskid).
I principali optional erano: vernice metallizzata, tetto apribile, chiusura centralizzata, alzacristalli elettrici.
Come per la successiva seconda serie, il serbatoio benzina è composto da due serbatoi collegati tra di loro: uno sotto il pianale vettura, da 42 litri, con uno aggiuntivo all'interno del vano ruota posteriore destro da 6 litri di capienza, per un totale di 48 litri di carburante.

### Seconda serie (09/1989-12/1993)

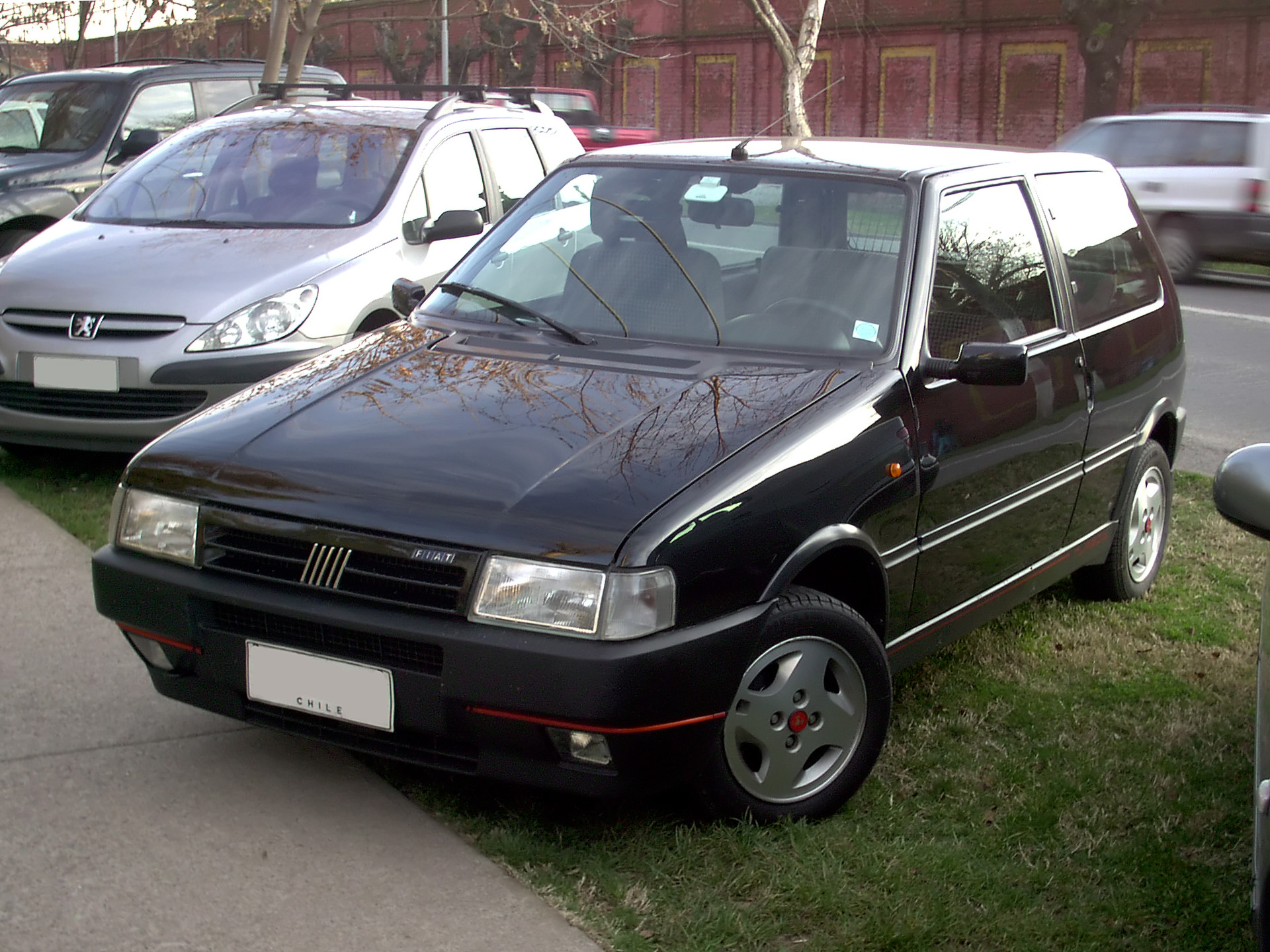
Fiat Uno 1.4 Turbo del 1991.

Nel settembre 1989 Fiat aggiorna la Uno con un restyling importante, per mantenerne vivo il successo, e la nuova Uno Turbo IE acquista un nuovo motore di 1372 cc (sigla motore 146A8000) già montato sulla Fiat Tipo 1.4 ma comunque derivato dal precedente 1301 semplicemente aumentandone la corsa di pochi millimetri; la testata viene anch'essa modificata con un rapporto di compressione diverso. Significativo l'aumento di potenza: si dispone ora di 85 kW (116 CV); lo scatto nello 0–100 km/h scende ora sotto gli 8 secondi, precisamente a 7,7. La velocità massima di questa versione raggiunge i 205 km/h. Nuovo è anche il turbocompressore: si utilizza ora un brillante Garrett T2 con pressione massima a 0,75 bar che incomincia a operare prestissimo, già verso i 2200 giri.
Per il mercato tedesco e svizzero, poiché erano già in vigore le normative antinquinamento, si commercializzò - come già accadde per alcuni esemplari della prima serie - una versione catalizzata del 1301 cc (sigla motore 146A2246). Tale modello prese il nome di Uno Turbo IE Kat Europa. Il modello in questione era dotato di marmitta catalitica e disponeva di 101 CV/74 kW (191 km/h di velocità massima e 9,1 secondi nello 0-100); tale versione era la meno potente costruita ma non è raro trovarne qualche esemplare anche in Italia, importato da quei mercati negli anni successivi. Nel giugno 1991 arriva la versione ecologica per l'Italia e destinata a sostituire la Europa dove era venduta, per rispettare la recente Direttiva 91/441 (Euro 1), denominata Turbo IE Kat Racing. Il relativo motore (sigla 146A8048) perde 4 cavalli per direttive ambientali, la potenza passa a 112 CV/82 kW (200 km/h e l'accelerazione aumenta a 8,4 secondi nello 0-100). Il modello viene equipaggiato con catalizzatore e sonda lambda oltre ad una diversa turbina, nuovamente IHI ma leggermente più grande (VL5). Sarà disponibile fino a fine carriera, nel dicembre 1993 (alcune code di immatricolazione proseguirono nel 1994), affiancata alla versione non ecologica fino a fine 1992. Nel giugno 1991 infatti era nato l'allestimento Racing esteticamente distinguibile per i particolari in plastica esterni in tinta e per la scritta "Racing" in corsivo sul parafango anteriore (bordino rosso e parte in cromo verniciata a specchio) subito sotto l'indicatore di direzione laterale. La Racing in produzione fino all'ottobre 1992, dispone anche di tutti gli optional di serie (tetto apribile, lavafari, alzacristalli elettrici, chiusura centralizzata con telecomando, vernice metallizzata, ecc.) nelle versioni non kat, mentre nelle versioni kat disponibili dal giugno 1992 (versione denominata Racing fase 2) gli accessori tornano a pagamento come lo erano stati al momento del lancio nell'autunno 89, questo forse per non far lievitare troppo il listino base in seguito al maggiore costo di produzione della parte meccanica più evoluta, infatti il listino di queste ultime versioni era oltre la soglia dei 21 milioni di lire. Nel 1993 l'ABS Bosch è finalmente disponibile e per quanto fosse arcaico permette di migliorare la frenata in condizioni critiche, infatti, per alcuni mesi dal lancio nel 1989 rimase a listino la versione "Antiskid" carrozzata sul nuovo modello, questo nonostante i risaputi problemi di detto impianto (con molteplici richiami e difficoltà nel risolverli da parte della rete Fiat) decisero di riproporlo ma fu una scelta ancora sfortunata, anche qui i problemi si ripresentarono e nella confusione creatasi chi ordinava l'optional antiskid non si vedeva mai consegnare la vettura, in pratica fu una versione che sparì dai listini nel corso del 1990. Gli esemplari antiskid Mk2 sono rarissimi e probabilmente come accadde per quelli Mk1 subirono la rimozione dell'impianto antibloccaggio che non funzionava come doveva. Il principale problema era infatti che alla pressione del pedale del freno nelle frenate di emergenza accadesse alle volte che la vettura non frenasse più e anziché ridurre gli spazi di frenata questi aumentavano pericolosamente.
L'interno della seconda serie era dotato di un arredo più moderno e pratico come per il resto della gamma, oltre che a una migliore qualità e solidità percepita così come all'esterno (migliori finiture e assemblaggi) i particolari più evidenti di questa nuova Turbo ie erano i sedili a quadretti neri e grigi, e il volante a tre razze Momo in pelle.
Il quadro strumenti così come quello della prima serie sia analogico sia digitale, prevedeva ben 7 strumenti racchiusi all'interno del cruscotto: tachimetro con fondoscala a 240 km/h con odometro totale e parziale, livello benzina, contagiri elettronico con fondoscala a 8000 giri, termometro temperatura acqua raffreddamento, termometro e manometro olio motore, pressione di sovralimentazione con fondoscala a 1 bar.
All'esterno la personalizzazione era sempre sportiva ma più garbata e meno appariscente della prima serie: scompare il portellone in resina con spoiler, vi sono nuovi scudi paraurti (anteriore con presa aria supplementare e fendinebbia, il posteriore con spoiler integrato e parasassi/pinnette ai lati) entrambi abbelliti da una riga rossa lungo la loro larghezza, le minigonne sottoporta sono personalizzate da un filettino rosso che si congiunge idealmente in fiancata a quelli dei paraurti, e la scritta "Turbo ie" nella zona della ruota posteriore adotta una nuova grafica dei caratteri che la compongono. I fari posteriori sono esclusivi di questa versione e presentano la zona trasparente dell'indicatore di direzione e delle luci di retromarcia attraversate orizzontalmente da delle righe rosse che gli danno un'impronta più moderna e sportiva. Non è raro imbattersi in alcuni di questi fari che anziché avere le righe rosse le presentano bianche, in pratica per qualche problema nel primo periodo di produzione nel giro di qualche anno il rosso si scoloriva quasi autonomamente diventando bianco e dando luogo a questo particolare look.
Nuovi anche i cerchi di disegno sportivo, ora però a 4 razze (alcuni li definivano "ventolini" in luogo del loro disegno) con misure che sono sempre le solite, 5,5J13 - ET42,5, così come le gomme da 175/60. Fino all'avvento della versione Racing i cerchi erano forniti in versione integralmente diamantata, successivamente per ridurre i costi vennero proposti in versione verniciata in argento.

### Allestimenti speciali
Di entrambe le serie vennero prodotti alcuni esemplari estremamente rari oggigiorno allestiti da carrozzerie private che spesso acquistavano le scocche direttamente dalla Fiat con la sola parte meccanica montata, per poi completarle in maniera personalizzata su richiesta dei clienti, sia sotto l'aspetto della carrozzeria con tinte extraserie e accessori particolari (quali spoiler, mascherine, prese d'aria, cerchi diversi, diffusore posteriore dell’aria, tetti apribili..) sia internamente con tessuti come alcantara o pelle, oppure optional che al tempo erano per autovetture di categorie superiori come l'aria condizionata. Gli allestimenti speciali, che venivano riportati anche sul libretto di circolazione e in alcuni casi anche da una apposita targhetta identificativa presente sul cofano accanto allo stemma Fiat erano: la Style (Coriasco Spa), la Scioneri, la Giannini, la Moretti, e la Hormann.
Nel 1986 la carrozzeria Moretti presentò una versione meglio accessoriata e rifinita della Uno Turbo, denominata Uno Turbo MX, che si distingueva per la colorazione (in tinta unita), i cerchi in lega con pneumatici ribassati, gli interni in Alcantara cucito a mano, cruscotto con parti in radica e strumentazione digitale